# Liste der Biografien/Rosu
Liste der Biografien |
Portal Biografien |
Personensuche
# |
A |
B |
C |
D |
E |
F |
G |
H |
I |
J |
K |
L |
M |
N |
O |
P |
Q |
R |
S |
T |
U |
V |
W |
X |
Y |
Z |
?
 
Ra |
Rb |
Rd |
Re |
Rh |
Ri |
Rj |
Rk |
Rl |
Rm |
Rn |
Ro |
Rr |
Rs |
Rt |
Ru |
Rv |
Rw |
Rx |
Ry |
Rz
 
Roa |
Rob |
Roc |
Rod |
Roe |
Rof |
Rog |
Roh |
Roi |
Roj |
Rok |
Rol |
Rom |
Ron |
Roo |
Rop |
Roq |
Ror |
Ros |
Rot |
Rou |
Rov |
Row |
Rox |
Roy |
Roz 
 
Rosa |
Rosb |
Rosc |
Rosd |
Rose |
Rosh |
Rosi |
Rosj |
Rosk |
Rosl |
Rosm |
Rosn |
Roso |
Rosp |
Rosq |
Ross |
Rost |
Rosu |
Rosv |
Rosw |
Rosy |
Rosz 
Die Liste der Biografien führt alle Personen auf, die in der deutschsprachigen Wikipedia einen Artikel haben. Dieses ist eine Teilliste mit 10 Einträgen von Personen, deren Namen mit den Buchstaben „Rosu“ beginnt.

## Rosu
- Roșu, Alexandru (* 1987), rumänischer Gewichtheber
- Roșu, Dumitru (* 1931), rumänischer Politiker (PCR) und Generalmajor
- Roșu, Laurențiu (* 1975), rumänischer Fußballspieler und -trainer
- Roșu, Monica (* 1987), rumänische Kunstturnerin
- Roșu, Nicolae (* 1943), deutsch-rumänischer Bildhauer
- Rosu, Stefan (* 1960), deutscher Kulturmanager

### Rosuc
- Rosucci, Martina (* 1992), italienische Fußballspielerin

### Rosum
- Rosum, Juri Alexandrowitsch (* 1954), russischer Pianist
- Rosumek, Johannes (1883–1938), deutscher Politiker (DP), Mitglied des Sejm

### Rosun
- Rosun, Selma (* 1991), mauritische Speerwerferin